# Teknocentrism
Teknocentrism är ett värdesystem som är centrerat kring teknologi och dess förmåga att kontrollera och skydda miljön. Teknocentriker menar att teknologi kan lösa ekologiska problem genom sin problemlösningsförmåga, effektivitet och sina ledningsmedel. Mer specifikt ger dessa förmågor människor kontroll över naturen, vilket gör att de kan korrigera eller hantera miljörisker eller problem. Även om teknocentriska personer kan acceptera att miljöproblem existerar, ser de dem inte som problem som ska lösas genom en minskning av industrin. Snarare ses miljöproblem som problem som ska lösas med rationella, vetenskapliga och tekniska medel. De tror också på vetenskaplig forskning. Teknocentriker ser faktiskt vägen framåt för både utvecklade och utvecklingsländer, och lösningarna på miljöproblem, som att de ligger i vetenskapliga och tekniska framsteg (ibland kallat hållbart entreprenörskap).

## Termens ursprung
Termen påstods ha myntats av Seymour Papert år 1987 som en kombination av teknocentrism och egocentrism:
Jag myntade ordet teknocentrism från Piagets användning av ordet egocentrism. Detta innebär inte att barn är själviska, utan betyder helt enkelt att när ett barn tänker riktas alla frågor till jaget, till egot. Teknocentrism är felaktigheten att hänvisa alla frågor till teknologin.
Hänvisningar till teknocentrism går dock tillbaka långt före detta (se till exempel och).

Bland de tidigaste referenserna som O'Riordan citerar i sin bok "Environmentalism" (som innehåller en omfattande diskussion om ekocentriska och teknocentriska tankesätt) är Hays från 1959 där teknocentrism karakteriseras som:
Tillämpningen av rationella och "värdefria" vetenskapliga och administrativa tekniker av en professionell elit, som betraktade den naturliga miljön som "neutralt material" från vilket människan lönsamt kunde forma sitt öde.

## Teknocentrism kontra ekocentrism
Teknocentrism jämförs ofta med ekocentrism. Ekocentriska personer, inklusive djupa ekologer, ser sig själva som underordnade naturen snarare än att ha kontroll över den. De saknar tilltro till modern teknologi och den byråkrati som är förknippad med den, så de behåller ansvaret för miljön. Ekocentriker kommer att hävda att naturen bör respekteras för sina processer och produkter och att teknik med låg miljöpåverkan och självförsörjning är mer önskvärt än teknisk kontroll över naturen. I grund och botten hävdar ekocentrismen att omsorgen om den naturliga miljön bör dominera mänsklighetens behov, och ställer den mot teknocentrismens antropocentriska position, som sätter människors behov i förgrunden även på bekostnad av allt annat.
Det finns teoretiker som hävdar att trots sina oförenligheter kan teknocentrism och ekocentrism integreras i ett ramverk eftersom de delar flera likheter. Till exempel föreslås det att teknocentrism kan underlätta ekocentrism, särskilt inom policyutformning, genom gemensamma mål och delade återvunna resurser. Det finns också fallet med den så kallade hållbarhetscentriska världsbilden, som utvecklades som en produkt av ekocentriska och teknocentriska synsätt.